# Скорики (ґміна)
Гміна Скорики (пол. Gmina Skoryki) — колишня (1934—1939 рр.) сільська гміна Збаразького повіту Тарнопольського воєводства Польської республіки (1918—1939) рр. Центром гміни було село Скорики
До складу гміни входили сільські громади: Голошинці, Климківці, Медин, Пеньківці, Просівці, Скорики, Воробіївка. Налічувалось 1 007 житлових будинків. 

17 січня 1940 року ґміна ліквідована у зв’язку з утворенням Новосільського району.